# 天然色BOY
『天然色BOY』（てんねんしょくボーイ）は、雨宮淳による日本の漫画。『ヤングアニマル』（白泉社）にて、1992年1号より1993年21号まで連載された。全36話。

## 登場人物
羅門つかさ
主人公。男子校の紫電学園高校1年生（物語は2年生まで続く）。
女子用制服を着用しているが、実は男子。普段着も女子の服装で下着も同様。スポーツブラの下にパッドをしのばせ胸を膨らませている。股間の膨らみはほとんどなく、体操着（ブルマー）・水着・下着の姿でも女子と見分けがつかない。見かけによらず、筋骨隆々の体育教官・片山と渡り合うほどの腕力の持ち主。
岡崎亨
つかさのクラスメイト。高校1年生。つかさを初対面で女子と思い好意を持ったが、男子だと知ったあとでも次第に惹かれていき交際を始める。
榊原まどか。
百合園女子学院高校2年生で、生徒会長。周一郎の娘で、つかさとは腹違いの姉にあたる。
当初は風紀の乱れとして、つかさを敵視していたが、次第に心を通わせつかさに惹かれていき、つかさに関係を迫る。
榊原周一郎
紫電学園高校学園長。つかさの実父。かつては、数多くの不良たちを更生させていた熱血教師。それがきっかけで、麗香と出会う。
羅門麗香
つかさの母。モデルクラブ「スパイラル」を経営。豊満な身体を利用して世渡りをする。時には、つかさにも関係を迫るとんでもない母親。元レディース。つかさを使って、自分たちを捨てた周一郎への復讐を企てている。
河村真理絵
紫電学園高校の新任の英語教師。つかさのクラスの副担任。周一郎から、つかさの再教育の命を受けている。非常に大きなバストの持ち主である。
岡崎真璃子
亨の姉。大学生。風呂上りはバスタオル1枚で過ごし、全裸を亨に晒しても平気。亨とつかさの恋愛に興味津々。
片山
ハレンチな紫電学園高校体育教官。体育の時間に周一郎から再教育の命を受け、つかさと対決するもダブルノックアウトに終わる。

## 単行本
- 雨宮淳『天然色BOY』 白泉社〈ジェッツコミックス〉、全4巻
  1. 1993年1月31日発行、ISBN 4-592-13544-X
  2. 1993年6月30日発行、ISBN 4-592-13545-8
  3. 1993年9月30日発行、ISBN 4-592-13546-6
  4. 1994年1月31日発行、ISBN 4-592-13547-4